# Xã East Fallowfield, Quận Chester, Pennsylvania
Xã East Fallowfield (tiếng Anh: East Fallowfield Township) là một xã thuộc quận Chester, tiểu bang Pennsylvania, Hoa Kỳ. Năm 2010, dân số của xã này là 7.449 người.